# Oelsener See
Der Oelsener See ist ein 94 Hektar umfassender See südlich von Müllrose und östlich von Beeskow im Naturpark Schlaubetal.

## Zuflüsse und Lage
Die Demnitz mündet in die Nordostbucht des Sees, die Oelse durchfließt ihn von Süden nach Nordwesten und mündet nahe Beeskow in die Spree. Seine Form ist die eines „Y“. Am östlichen Seeteil liegt Dammendorf, dort mündet auch die Demnitz, am westlichen Seeteil liegt Oelsen. Die etwas nördlich davon liegende Oelsener Mühle befindet sich seit 1406 an der Stelle, an der die Oelse den See Richtung Oegeln verlässt.

## Fischerei

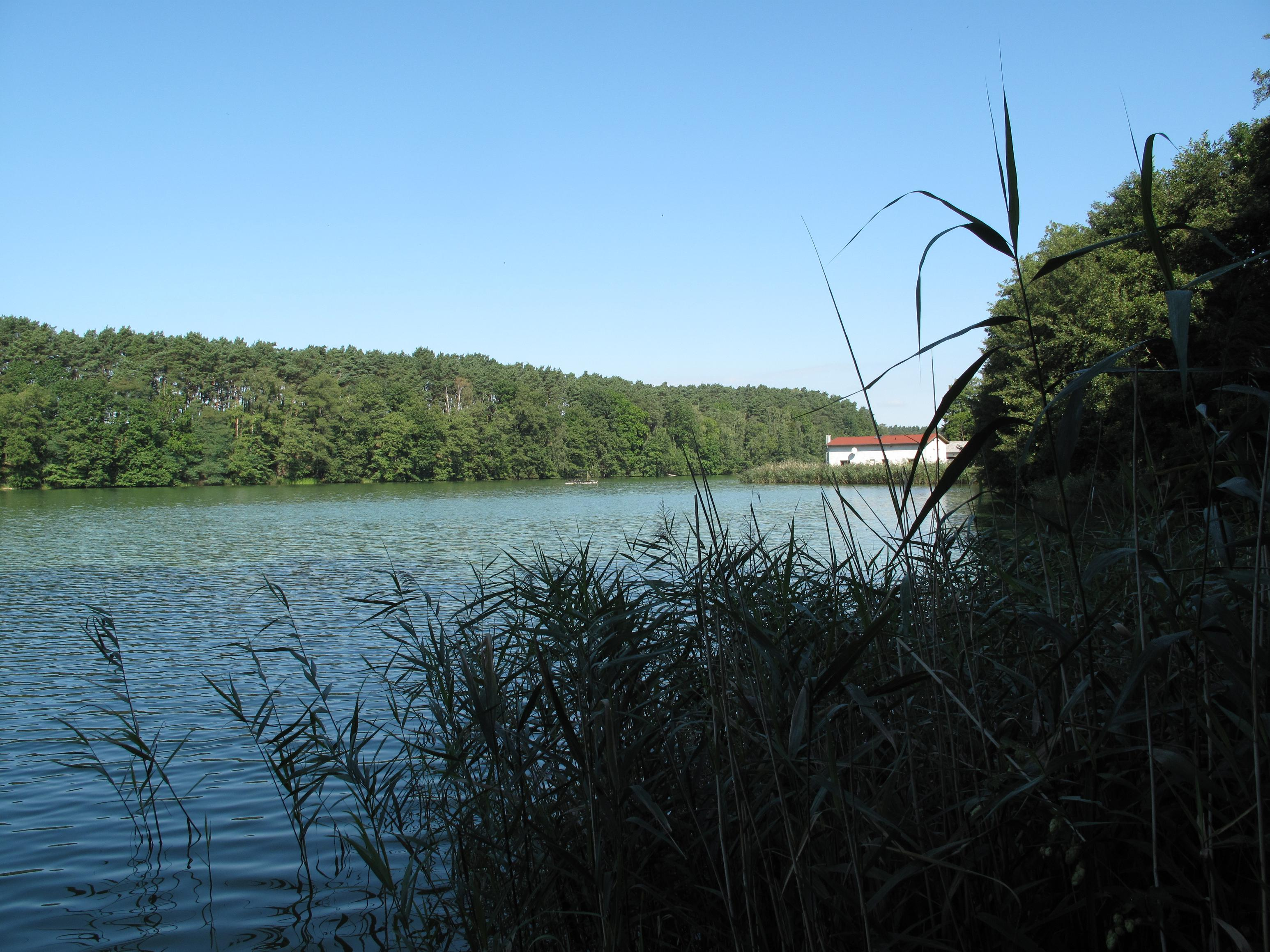
Nordostbucht bei Dammendorf

Der See wird durch einen Fischereibetrieb genutzt. Es gibt vor allem Bestände von Aal, Barsch, Hecht, Karpfen, Schlei, Wels und Zander. Der See darf mit Leihbooten zum Angeln befahren werden.

## Ökologie
Der See wird als kalkreicher, ungeschichteter See (Verweilzeit 3 bis 30 Tage) mit sehr großem Einzugsgebiet (4871 ha) ausgewiesen.
Im See leben unter anderem auch Fischotter.